# سلحفاة صفراء القدم
السلحفاة صفراء القدم هي نوع من السلاحف البرية، تعيش في حوض الأمازون بقارة أمريكا الجنوبية. تعد السلحفاة حمراء القدم من أقاربها وثيقة الصِّلة بها، وهي تعيش في نفس المنطقة تقريباً. يبلغ متوسِّط طول هذه السلاحف 40 سنتيمتراً، بينما الرَّقم القياسي المسجَّل لأي سلحفاةٍ منها هو 94 سم، ويجعلها ذلك ثالث أكبر سلحفاةٍ برية تعيش على القارات في العالم (دون احتساب سلاحف الجزر النائية)، لتأتي مباشرةً بعد سلحفاة سوداني (بمتوسّط طول 76 سنتيمتراً) وسلحفاة الغابات الآسيوية (بمتوسّط طول 60 سنتيمتراً).

## التصنيف
تتسمَّى السلحفاة صفراء القدم بأسماءٍ كثيرة، منها السلحفاة صفراء الساق، والسلحفاة البرازيلية العملاقة، وسلحفاة الغابات جنوب الأمريكية. كما أنَّ لديها عدداً من الأسماء المحلية المتداولة في موطنها الأصلي بالأمازون، مثل مورُّوكوي ووُيَامو ووييَامو وجابوتا، والكثير من هذه الأسماء ذاتها تُطلَق أيضاً على قريبتها السلحفاة حمراء القدم.
كان الأحيائي النمساوي ليوبولد فيتيزنجر قد أنشأ في عام 1835 جنس السلاحف النموذجية، ليضمَّ فيه بمجموعةٍ واحدةٍ السلاحف السلاحف البرية متوسطة إلى كبيرة الحجم التي لم تنتمِ إلى سلاحف حوض المتوسّط، أو التي لم تمتلك مُميِّزاتٍ خاصَّة مثل الأصداف الغريبة عند السلاحف المفصليَّة. ثم استعمل مصطلح «التشيلونوات» (Chelonoidis) لوصف تحت جنس - مجموعة فرعيَّة - من السلاحف النموذجية، حيث وضع فيه السلاحف النموذجية التي تقطن قارة أمريكا الجنوبية. رغم ذلك، فإنَّ أياً من هذين المصطلحين لم يكن دارجاً بين علماء التصنيف حتى ستينيات القرن العشرين.
ينقسم جنس التشيلونوات بدوره إلى مجموعتين مختلفتين تماماً عن بعضهما البعض، هما مجموعة "C. carbonaria" التي تضمُّ السلحفاة صفراء القدم وقريبتها السلحفاة حمراء القدم، ومجموعة "C. chilensis" التي تضمُّ سلحفاة الغالاباغوس والسلحفاة الأرجنتينية وسلحفاة تشاكو. رغم ذلك، فإنَّ العلاقات التصنيفيَّة والتطورية بين هاتين المجموعتين لا زالت شحيحة الدراسة، وفهمها ليس جيداً لدى العلماء.

## الهوامش
1. ↑  The IUCN Red List of Threatened Species 2022.2 (بالإنجليزية), 9 Dec 2022, QID:Q115962546
2. 1 2  Uwe Fritz; Peter Havaš (2007). "Checklist of Chelonians of the World" (PDF). Vertebrate Zoology (بالإنجليزية). 57 (2): 149–368. ISSN:1864-5755. OCLC:225656260. QID:Q14565809.
3. ↑  Vinke 2008, p. 31-33
4. ↑  Vinke 2008, p. 16-18
5. ↑  Vinke 2008, p. 19.